# Дряново (община)
Общи́на Дря́ново (болг. Община Дряново) — община у Габровській області Болгарії. Адміністративний центр общини — місто Дряново, населення якого становить близько 8 043 (2009).

## Села що складають общину Дряново
| - Дряново (Дряново) - Янтра (Янтра) - Балалея (Balaleja) - Балванците (Балванците), - Банарі (Банари), - Білкіні (Bilkini ) - Бучуківці (Бучуковци), - Царева Левада (Царева Ливада), - Ганчовець (Ганчовец), - Геша (Геша), - Геня (Геня) - Глушка (Глушка), - Гоздейка (Гоздейка), - Големі Болгарени (Големи Българени), - Горішні Верпища (Горни Върпища), - Гостилиця (Гостилица), - Гірська (Гърня), - Денчевці (Денчевци), - Длигня (Длъгня), | - Добрените (Добрените), - Долішні Верпища (Долни Върпища), - Долішні Драгойча (Долни Драгойча), - Доча (Доча), - Дурча (Дурча), - Зая (Зая), - Ігнатовці (Игнатовци), - Іскра (Искра), - Каломен (Каломен), - Караїванця (Караиванца), - Катранджиї (Катранджии), - Керека (Керека), - Косарка (Косарка), - Куманіте (Куманите), - Малі Болгарени (Малки Българени), | - Маноя (Маноя), - Пейна (Пейна), - Петківці (Петковци), - Плачка (Плачка), - Радовці (Радовци), - Ритя (Ритя), - Руня (Руня), - Русинівці (Русинвци), - Саласука (Саласука), - Скальско (Скалско), - Славейково (Славейково), - Соколово (Соколово), - Сяровці (Сяровци), - Туркінча (Туркинча), - Чуково (Чуково), - Шушня (Шушня), |

## Демографія общини
Динаміка чисельності населення общини:
- 1975 = 16,966
- 1985 = 15,525
- 1992 = 13,557
- 2001 = 11,705
- 2005 = 11,009
- 2007 = 10,724
- 2009 = 10,502